# Aploactisoma
Aploactisoma is een monotypisch geslacht van straalvinnige vissen uit de familie van fluweelvissen (Aploactinidae).

## Soort
- Aploactisoma milesii (Richardson, 1850)